# Liste der Gemeinden im Landkreis Rhön-Grabfeld

Karte des Landkreises Rhön-Grabfeld

Die Liste der Gemeinden im Landkreis Rhön-Grabfeld gibt einen Überblick über die Verwaltungseinheiten des Landkreises. Es gibt 37 politische Gemeinden, von denen 5 eine eigene Verwaltung haben, und 7 Verwaltungsgemeinschaften.

## Legende
- Verwaltungseinheit: Name der Gemeinde und Angabe der Gemeindeart: Gemeinde (–), Markt (M), Stadt (St), Große Kreisstadt (GKSt) oder Name der Verwaltungsgemeinschaft. Einheitsgemeinden wie auch Verwaltungsgemeinschaften sind fett gedruckt
- Wappen: Wappen der Gemeinde
- GT: Gemeindeteile der Gemeinde. Der Wiki-Link ist mit der Gemeindegliederung der jeweiligen Gemeinde verknüpft.
- VG: Zeigt ggf. an, ob eine Gemeinde zu einer Verwaltungsgemeinschaft gehört
- Karte: Zeigt die Lage der Gemeinde im Landkreis
- Fläche: Fläche der Stadt beziehungsweise Gemeinde, angegeben in Quadratkilometer
- Einwohner: Zahl der Menschen, die in der Gemeinde beziehungsweise Stadt leben (Stand: 31. Dezember 2023[1])
- EW-Dichte: Angegeben ist die Einwohnerdichte, gerechnet auf die Fläche der Verwaltungseinheit, angegeben in Einwohner pro km2 (Stand: 31. Dezember 2023[2])
- Statistik: Link zur kommunalen Statistik des Bayerischen Landesamts für Statistik
- Website: Website der Gemeinde bzw. der Verwaltungsgemeinschaft

## Gemeinden
| Verwaltungseinheit              | Wappen                                          | GT | VG                          | Karte                                                                                   | Fläche in km²   | Einwohner      | Einwohner je km² | Statistik | Website |
| ------------------------------- | ----------------------------------------------- | -- | --------------------------- | --------------------------------------------------------------------------------------- | --------------- | -------------- | ---------------- | --------- | ------- |
| Landkreis Rhön-Grabfeld         | Wappen des Landkreises Rhön-Grabfeld            |    |                             | Der Landkreis Rhön-Grabfeld                                                             | 1021,77         | 80544          | 79               | [ 3 ]     | [ 4 ]   |
| Bad Königshofen im Grabfeld, VG |                                                 |    | Bad Königshofen im Grabfeld | Lage der Verwaltungsgemeinschaft Bad Königshofen im Grabfeld im Landkreis Rhön-Grabfeld | 159,09 (15.6 %) | 7136 (8.9 %)   | 45               |           | [ 5 ]   |
| Bad Neustadt an der Saale, VG   |                                                 |    | Bad Neustadt an der Saale   | Lage der Verwaltungsgemeinschaft Bad Neustadt an der Saale im Landkreis Rhön-Grabfeld   | 84,09 (8.2 %)   | 12534 (15.6 %) | 149              |           | [ 6 ]   |
| Fladungen, VG                   |                                                 |    | Fladungen                   | Lage der Verwaltungsgemeinschaft Fladungen im Landkreis Rhön-Grabfeld                   | 87,14 (8.5 %)   | 3923 (4.9 %)   | 45               |           | [ 7 ]   |
| Heustreu, VG                    |                                                 |    | Heustreu                    | Lage der Verwaltungsgemeinschaft Heustreu im Landkreis Rhön-Grabfeld                    | 51,36 (5 %)     | 5178 (6.4 %)   | 101              |           | [ 8 ]   |
| Mellrichstadt, VG               |                                                 |    | Mellrichstadt               | Lage der Verwaltungsgemeinschaft Mellrichstadt im Landkreis Rhön-Grabfeld               | 121,11 (11.9 %) | 11043 (13.7 %) | 91               |           | [ 9 ]   |
| Ostheim vor der Rhön, VG        |                                                 |    | Ostheim vor der Rhön        | Lage der Verwaltungsgemeinschaft Ostheim vor der Rhön im Landkreis Rhön-Grabfeld        | 71,58 (7 %)     | 4835 (6 %)     | 68               |           | [ 10 ]  |
| Saal an der Saale, VG           |                                                 |    | Saal an der Saale           | Lage der Verwaltungsgemeinschaft Saal an der Saale im Landkreis Rhön-Grabfeld           | 56,34 (5.5 %)   | 4201 (5.2 %)   | 75               |           | [ 11 ]  |
| Aubstadt                        | Wappen der Gemeinde Aubstadt                    | 4  | Bad Königshofen im Grabfeld | Lage der Gemeinde Aubstadt im Landkreis Rhön-Grabfeld                                   | 11,92 (1.2 %)   | 734 (0.9 %)    | 62               | [ 12 ]    | [ 13 ]  |
| Bad Königshofen im Grabfeld, St | Wappen der Gemeinde Bad Königshofen im Grabfeld | 17 |                             | Lage der Gemeinde Bad Königshofen im Grabfeld im Landkreis Rhön-Grabfeld                | 69,52 (6.8 %)   | 6176 (7.7 %)   | 89               | [ 14 ]    | [ 15 ]  |
| Bad Neustadt an der Saale, St   | Wappen der Gemeinde Bad Neustadt an der Saale   | 11 |                             | Lage der Gemeinde Bad Neustadt an der Saale im Landkreis Rhön-Grabfeld                  | 36,90 (3.6 %)   | 15720 (19.5 %) | 426              | [ 16 ]    | [ 17 ]  |
| Bastheim                        | Wappen der Gemeinde Bastheim                    | 8  | Mellrichstadt               | Lage der Gemeinde Bastheim im Landkreis Rhön-Grabfeld                                   | 41,75 (4.1 %)   | 2039 (2.5 %)   | 49               | [ 18 ]    | [ 19 ]  |
| Bischofsheim in der Rhön, St    | Wappen der Gemeinde Bischofsheim in der Rhön    | 14 |                             | Lage der Gemeinde Bischofsheim in der Rhön im Landkreis Rhön-Grabfeld                   | 67,71 (6.6 %)   | 4756 (5.9 %)   | 70               | [ 20 ]    | [ 21 ]  |
| Burglauer                       | Wappen der Gemeinde Burglauer                   | 2  | Bad Neustadt an der Saale   | Lage der Gemeinde Burglauer im Landkreis Rhön-Grabfeld                                  | 13,95 (1.4 %)   | 1758 (2.2 %)   | 126              | [ 22 ]    | [ 23 ]  |
| Fladungen, St                   | Wappen der Gemeinde Fladungen                   | 10 | Fladungen                   | Lage der Gemeinde Fladungen im Landkreis Rhön-Grabfeld                                  | 46,36 (4.5 %)   | 2190 (2.7 %)   | 47               | [ 24 ]    | [ 25 ]  |
| Großbardorf                     | Wappen der Gemeinde Großbardorf                 | 5  | Bad Königshofen im Grabfeld | Lage der Gemeinde Großbardorf im Landkreis Rhön-Grabfeld                                | 16,54 (1.6 %)   | 947 (1.2 %)    | 57               | [ 26 ]    | [ 27 ]  |
| Großeibstadt                    | Wappen der Gemeinde Großeibstadt                | 5  | Saal an der Saale           | Lage der Gemeinde Großeibstadt im Landkreis Rhön-Grabfeld                               | 16,64 (1.6 %)   | 1058 (1.3 %)   | 64               | [ 28 ]    | [ 29 ]  |
| Hausen                          | Wappen der Gemeinde Hausen                      | 5  | Fladungen                   | Lage der Gemeinde Hausen im Landkreis Rhön-Grabfeld                                     | 24,22 (2.4 %)   | 671 (0.8 %)    | 28               | [ 30 ]    | [ 31 ]  |
| Hendungen                       | Wappen der Gemeinde Hendungen                   | 2  | Mellrichstadt               | Lage der Gemeinde Hendungen im Landkreis Rhön-Grabfeld                                  | 22,85 (2.2 %)   | 851 (1.1 %)    | 37               | [ 32 ]    | [ 33 ]  |
| Herbstadt                       | Wappen der Gemeinde Herbstadt                   | 4  | Bad Königshofen im Grabfeld | Lage der Gemeinde Herbstadt im Landkreis Rhön-Grabfeld                                  | 20,70 (2 %)     | 615 (0.8 %)    | 30               | [ 34 ]    | [ 35 ]  |
| Heustreu                        | Wappen der Gemeinde Heustreu                    | 2  | Heustreu                    | Lage der Gemeinde Heustreu im Landkreis Rhön-Grabfeld                                   | 10,56 (1 %)     | 1318 (1.6 %)   | 125              | [ 36 ]    | [ 37 ]  |
| Höchheim                        | Wappen der Gemeinde Höchheim                    | 5  | Bad Königshofen im Grabfeld | Lage der Gemeinde Höchheim im Landkreis Rhön-Grabfeld                                   | 25,26 (2.5 %)   | 1040 (1.3 %)   | 41               | [ 38 ]    | [ 39 ]  |
| Hohenroth                       | Wappen der Gemeinde Hohenroth                   | 5  | Bad Neustadt an der Saale   | Lage der Gemeinde Hohenroth im Landkreis Rhön-Grabfeld                                  | 17,13 (1.7 %)   | 3591 (4.5 %)   | 210              | [ 40 ]    | [ 41 ]  |
| Hollstadt                       | Wappen der Gemeinde Hollstadt                   | 5  | Heustreu                    | Lage der Gemeinde Hollstadt im Landkreis Rhön-Grabfeld                                  | 24,30 (2.4 %)   | 1431 (1.8 %)   | 59               | [ 42 ]    | [ 43 ]  |
| Mellrichstadt, St               | Wappen der Gemeinde Mellrichstadt               | 9  | Mellrichstadt               | Lage der Gemeinde Mellrichstadt im Landkreis Rhön-Grabfeld                              | 56,00 (5.5 %)   | 5599 (7 %)     | 100              | [ 44 ]    | [ 45 ]  |
| Niederlauer                     | Wappen der Gemeinde Niederlauer                 | 4  | Bad Neustadt an der Saale   | Lage der Gemeinde Niederlauer im Landkreis Rhön-Grabfeld                                | 9,08 (0.9 %)    | 1707 (2.1 %)   | 188              | [ 46 ]    | [ 47 ]  |
| Nordheim vor der Rhön           | Wappen der Gemeinde Nordheim vor der Rhön       | 2  | Fladungen                   | Lage der Gemeinde Nordheim vor der Rhön im Landkreis Rhön-Grabfeld                      | 16,56 (1.6 %)   | 1062 (1.3 %)   | 64               | [ 48 ]    | [ 49 ]  |
| Oberelsbach, M                  | Wappen der Gemeinde Oberelsbach                 | 8  |                             | Lage der Gemeinde Oberelsbach im Landkreis Rhön-Grabfeld                                | 67,66 (6.6 %)   | 2661 (3.3 %)   | 39               | [ 50 ]    | [ 51 ]  |
| Oberstreu                       | Wappen der Gemeinde Oberstreu                   | 2  | Mellrichstadt               | Lage der Gemeinde Oberstreu im Landkreis Rhön-Grabfeld                                  | 22,61 (2.2 %)   | 1512 (1.9 %)   | 67               | [ 52 ]    | [ 53 ]  |
| Ostheim vor der Rhön, St        | Wappen der Gemeinde Ostheim vor der Rhön        | 9  | Ostheim vor der Rhön        | Lage der Gemeinde Ostheim vor der Rhön im Landkreis Rhön-Grabfeld                       | 40,83 (4 %)     | 3358 (4.2 %)   | 82               | [ 54 ]    | [ 55 ]  |
| Rödelmaier                      | Wappen der Gemeinde Rödelmaier                  | 1  | Bad Neustadt an der Saale   | Lage der Gemeinde Rödelmaier im Landkreis Rhön-Grabfeld                                 | 6,28 (0.6 %)    | 964 (1.2 %)    | 154              | [ 56 ]    | [ 57 ]  |
| Saal an der Saale, M            | Wappen der Gemeinde Saal an der Saale           | 6  | Saal an der Saale           | Lage der Gemeinde Saal an der Saale im Landkreis Rhön-Grabfeld                          | 21,57 (2.1 %)   | 1588 (2 %)     | 74               | [ 58 ]    | [ 59 ]  |
| Salz                            | Wappen der Gemeinde Salz                        | 1  | Bad Neustadt an der Saale   | Lage der Gemeinde Salz im Landkreis Rhön-Grabfeld                                       | 8,65 (0.8 %)    | 2348 (2.9 %)   | 271              | [ 60 ]    | [ 61 ]  |
| Sandberg                        | Wappen der Gemeinde Sandberg                    | 9  |                             | Lage der Gemeinde Sandberg im Landkreis Rhön-Grabfeld                                   | 28,03 (2.7 %)   | 2381 (3 %)     | 85               | [ 62 ]    | [ 63 ]  |
| Schönau an der Brend            | Wappen der Gemeinde Schönau an der Brend        | 4  | Bad Neustadt an der Saale   | Lage der Gemeinde Schönau an der Brend im Landkreis Rhön-Grabfeld                       | 15,57 (1.5 %)   | 1190 (1.5 %)   | 76               | [ 64 ]    | [ 65 ]  |
| Sondheim vor der Rhön           | Wappen der Gemeinde Sondheim vor der Rhön       | 2  | Ostheim vor der Rhön        | Lage der Gemeinde Sondheim vor der Rhön im Landkreis Rhön-Grabfeld                      | 18,58 (1.8 %)   | 920 (1.1 %)    | 50               | [ 66 ]    | [ 67 ]  |
| Stockheim                       | Wappen der Gemeinde Stockheim                   | 1  | Mellrichstadt               | Lage der Gemeinde Stockheim im Landkreis Rhön-Grabfeld                                  | 19,65 (1.9 %)   | 1042 (1.3 %)   | 53               | [ 68 ]    | [ 69 ]  |
| Strahlungen                     | Wappen der Gemeinde Strahlungen                 | 2  | Bad Neustadt an der Saale   | Lage der Gemeinde Strahlungen im Landkreis Rhön-Grabfeld                                | 13,43 (1.3 %)   | 976 (1.2 %)    | 73               | [ 70 ]    | [ 71 ]  |
| Sulzdorf an der Lederhecke      | Wappen der Gemeinde Sulzdorf an der Lederhecke  | 10 | Bad Königshofen im Grabfeld | Lage der Gemeinde Sulzdorf an der Lederhecke im Landkreis Rhön-Grabfeld                 | 36,36 (3.6 %)   | 1095 (1.4 %)   | 30               | [ 72 ]    | [ 73 ]  |
| Sulzfeld                        | Wappen der Gemeinde Sulzfeld                    | 10 | Bad Königshofen im Grabfeld | Lage der Gemeinde Sulzfeld im Landkreis Rhön-Grabfeld                                   | 22,51 (2.2 %)   | 1791 (2.2 %)   | 80               | [ 74 ]    | [ 75 ]  |
| Trappstadt, M                   | Wappen der Gemeinde Trappstadt                  | 2  | Bad Königshofen im Grabfeld | Lage der Gemeinde Trappstadt im Landkreis Rhön-Grabfeld                                 | 25,80 (2.5 %)   | 914 (1.1 %)    | 35               | [ 76 ]    | [ 77 ]  |
| Unsleben                        | Wappen der Gemeinde Unsleben                    | 1  | Heustreu                    | Lage der Gemeinde Unsleben im Landkreis Rhön-Grabfeld                                   | 8,92 (0.9 %)    | 951 (1.2 %)    | 107              | [ 78 ]    | [ 79 ]  |
| Willmars                        | Wappen der Gemeinde Willmars                    | 4  | Ostheim vor der Rhön        | Lage der Gemeinde Willmars im Landkreis Rhön-Grabfeld                                   | 12,17 (1.2 %)   | 557 (0.7 %)    | 46               | [ 80 ]    | [ 81 ]  |
| Wollbach                        | Wappen der Gemeinde Wollbach                    | 1  | Heustreu                    | Lage der Gemeinde Wollbach im Landkreis Rhön-Grabfeld                                   | 7,58 (0.7 %)    | 1478 (1.8 %)   | 195              | [ 82 ]    | [ 83 ]  |
| Wülfershausen an der Saale      | Wappen der Gemeinde Wülfershausen an der Saale  | 5  | Saal an der Saale           | Lage der Gemeinde Wülfershausen an der Saale im Landkreis Rhön-Grabfeld                 | 18,13 (1.8 %)   | 1555 (1.9 %)   | 86               | [ 84 ]    | [ 85 ]  |